# Нобухито, принц Такамацу
Принц Нобухито из линии Такамацу (яп. 高松宮宣仁親王 Такамацу но мия Нобухито синно:, 3 января 1905 — 3 февраля 1987) — японский принц, третий сын императора Тайсё и императрицы Тэймэй, младший брат императора Сёва (Хирохито). Он являлся наследником Такамацу-но-мия (ранее Арисугава-но-мия), одной из четырёх ветвей императорской семьи, имеющих право на наследовать трон Японии при отсутствии прямого наследника. С середины 1920-х годов до окончания Второй мировой войны принц Такамацу служил в японском Имперском флоте, получив звание капитана. После войны князь стал почётным президентом различных организаций в области международного культурного обмена, искусства, спорта и медицины. Он в основном был известен своей благотворительной деятельностью в качестве члена императорского дома Японии.

## Титулы
- 3 января 1905 — 5 июля 1925: Его Императорское Высочество Принц Тэру
- 5 июля 1925 — 3 февраля 1987: Его Императорское Высочество Принц Такамацу

## Награды
Национальные награды
- Большая лента ордена Хризантемы (1 февраля 1925)[1]
- Большая лента ордена Восходящего Солнца
- Большая лента ордена Священного сокровища
- Орден Золотого коршуна IV степени (29 апреля 1940)
- Медаль «В память Восшествия на Престол Императора Сева»[2]
- Медаль «В ознаменование восстановления имперской столицы»[3]
- Медаль за участие в китайском инциденте (29 апреля 1940)
- Медаль «В честь 2600 летия Японской империи»[4]

Иностранные награды
- Бельгия: Большой крест Ордена Леопольда I (1930)[5][6]
- Нидерланды: Рыцарь Великого креста Ордена Нидерландского льва (1930)[7]
- Швеция: Рыцарь Королевского ордена Серафима (1930)[7]
- Норвегия: Кавалер Большого креста Ордена Святого Олафа (1930)[8]
- Испания: Цепь Ордена Карлоса III (1930)[9]
- Португалия: Большой крест ордена Башни и Меча (1930)[10]
- Королевство Югославия: Кавалер Большого креста Ордена Звезды Карагеоргия (1931)[11]
- Королевство Венгрия: Большой крест Ордена Заслуг (1931)[12]
- Чехословакия: Большой Крест Ордена Белого льва (1931)[13]
- Франция: Кавалер большого креста Ордена Почётного легиона (1931)[14]
- Великобритания: Королевская Викторианская цепь[15]
- Италия: Рыцарь ордена Пресвятого Благовещения[англ.]